# ميشيل غانيون
ميشيل غانيون (بالإنجليزية: Michelle Gagnon)‏ (1971)؛ روائية أمريكية.